# Música del mundo

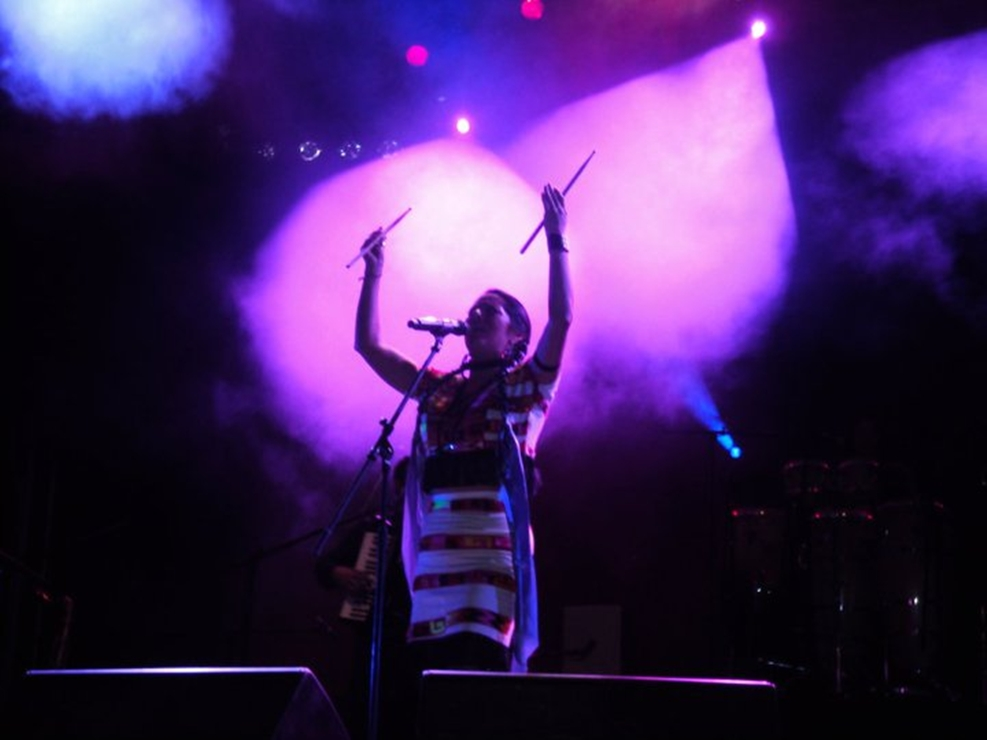
La cantante mexicana Lila Downs es considerada como una de las máximas exponentes de este género.

La música del mundo o world music, también llamada música world, música universal, música global o música mundial, es un conjunto de géneros musicales contemporáneos que abarca toda aquella música folclórica y popular característica de algunas zonas o culturas del mundo que despierta interés fuera de sus lugares de origen.
El fenómeno de la música universal se relaciona estrechamente con el de la globalización y la diversidad cultural y surgió como una etiqueta para la música no occidental o que incorpora elementos no occidentales. El término se popularizó en la década de 1980 como una categoría de marketing para la música tradicional no occidental. Ha crecido para incluir subgéneros como la fusión étnica (Clannad, Ry Cooder, Enya, etc.) y worldbeat.

## Origen y creación
La creación de esta "etiqueta musical" (considerada por algunos como un "género artificial") se encuadra en los años 1980 cuando las grandes multinacionales, Sony, BMG y Polygram, se consolidan y redefinen sus estrategias comerciales. Algunas pequeñas discográficas independientes graban, gracias al abaratamiento de costes y de los avances tecnológicos, géneros musicales locales que las grandes multinacionales hasta entonces habían ignorado. A principios de los años 1990 la gran industria discográfica comienza a prestar atención a estos géneros que comienzan a tener cada vez más popularidad.

## Desarrollo histórico

### Inicios
Vista en su conjunto, la música europea de la Edad Media sólo puede entenderse como una simbiosis de elementos de Europa Central y del Cercano Oriente. Las influencias que llegaron desde Oriente a las cortes de caballeros y a las ciudades medievales tardías de Europa Central como resultado de las relaciones comerciales y los conflictos militares van desde la apreciación de la interpretación instrumental en comparación con la música vocal predominantemente espiritual hasta los estilos individuales de cantar y tocar. Alexander L. Ringer demuestra paralelos convincentes entre las formas musicales árabes del Medio Oriente y las técnicas de órgano del siglo XIII. Con el desarrollo posterior de la polifonía hacia la polifonía escrita, la música de las culturas no europeas recibió el sello de lo “extraño”, “primitivo” y “salvaje”. Wolfgang Amadeus Mozart, sin embargo, supo explotar este encanto exótico de manera virtuosa cuando incorporó ecos de la música jenízara turca en sus composiciones Rondo alla turca (tercer movimiento de la sonata para piano KV 311; 1777) y la ópera El rapto del Serrallo (KV 384; 1782). En general, esos sonidos siguieron siendo cuerpos extraños y los regímenes nacionalistas los prohibieron y difamaron de la vida cultural, especialmente en los siglos XIX y XX.
Una relajación parcial sólo comenzó cuando en el período romántico se “descubrieron” las propias canciones populares En la medida en que tales cantos y músicas nacionales sirvieron a los objetivos de quienes estaban en el poder, ahora fueron potenciados y cultivados ideológicamente. Los representantes de la música artística, por el contrario, siguieron evitando la música supuestamente “simple” de culturas extranjeras. – Desde las conquistas de Napoleón, se ha producido un intenso intercambio entre Francia y el norte de África, que influyó en la creación artística parisina en literatura, pintura y música en forma de un marcado orientalismo. En 1844, el compositor Félicien David, que había vivido durante mucho tiempo en Argelia, interpretó una oda sinfónica titulada “Le Désert” [El desierto], una mezcla de programa sinfónico, oratorio y melodrama. Entre comillas se utiliza la llamada del muecín “Allahu Akbar”. Héctor Berlioz, que se encontraba entre los oyentes, notó una “escala compuesta de intervalos menores que los semitonos y que fue una gran sorpresa para el público”. Influenciado por esta exitosa pieza, Ernest Reyer escribió una “Symphonie orientale” en 1850 titulada “Le Sélam”.
Incluso fuera de la cultura europea, en siglos anteriores a menudo se mezclaban diferentes formas de música. Peter Frankopan describe el área cultural de Asia Central como la cuna de las primeras civilizaciones avanzadas. “En esta interfaz entre Oriente y Occidente se fundaron grandes metrópolis hace casi cinco mil años”, y desde aquí las religiones, los idiomas y las formas musicales se extendieron hacia el oeste y hacia el Este. Sin embargo, los efectos de la migración de los pueblos (siglos IV al VI) en la música han sido hasta ahora en gran medida inexplorados, por lo que sólo se podrán conocer más detalles sobre épocas posteriores cuando se disponga de una historiografía detallada.
Por ejemplo, en el siglo XIV, después de violentos conflictos militares en lo que hoy es Irán, surgió el Imperio Timúrida, cuyas características incluían la apertura cultural y la integración de las artes y prácticas religiosas de Asia Central y el Cercano y Lejano Oriente. El compositor persa Hafez-i Abru informa sobre la práctica musical en la corte timúrida en el siglo XIV: “Cantaban y tocaban motivos al estilo persa sobre melodías árabes según la costumbre turca con voces mongolas, siguiendo los principios del canto chino y los metros de el Altai.”
Como uno de los híbridos más populares de diferentes estilos, el jazz en los EE. UU. a finales del siglo XIX se basaba en la armonía y un sentido de la forma occidental que se originó en Europa, con instrumentos europeos como la trompeta, el contrabajo y el banjo. Los elementos occidentales convencionales están sujetos a un ritmo que remite a la sensibilidad musical de las culturas musicales africanas, así como a una formación tonal especial y áspera. La improvisación, bastante poco desarrollada en la música occidental, también desempeña un papel importante. La interacción espontánea, como la llamada y la respuesta, rompe la regularidad de los procesos musicales y crea un sentimiento de espontaneidad tanto para los músicos como para los oyentes.
"Lo que fue esencial para el compromiso de los afroamericanos con la música europea fue la existencia de una especie de actitud musical básica con influencias africanas . El jazz se ha mantenido vivo como forma de música hasta el día de hoy y ha ganado en profundidad artística ". La música artística de vanguardia occidental y la influencia mutua se encuentran entre las características esenciales del jazz moderno. Desde entonces, las características originales del jazz como forma musical afroamericana han dado paso a un pensamiento moldeado e influenciado por estilos musicales étnicos globales.

### 1900 a 1960
A finales del siglo XIX se pusieron de moda en las salas de conciertos occidentales las composiciones con elementos orientalistas. Camille Saint-Saëns escribió su quinto Concierto para piano en 1896, que recibió el sobrenombre de “Concierto egipcio” porque en él el compositor utilizó las impresiones auditivas de un viaje a Egipto. Como signo de una actitud ante la vida caracterizada por la prosperidad, piezas como Sheharazade de Nikolai Andreevich Rimski-Kórsakov (1888) reflejan una visión del mundo moldeada por el colonialismo. En los salones de París se hablaba del “impresionismo” y de la música de Claude Debussy que estuvo influenciada por él. En la Exposición Universal de París (1889) conoció los sonidos de una orquesta gamelan de Sundanese y pudo descubrir convergencias entre su propio lenguaje musical y el lenguaje tonal que le era extraño.
Hay numerosos relatos sobre esto en la literatura, pero hasta ahora sólo Jean-Pierre Chazal ha proporcionado una investigación correcta sobre lo que realmente se escuchó en París. Gongs profundos en la orquesta, sonidos de gong en el piano y una armonía liberada del pensamiento de cadencia occidental fueron algunos de los nuevos recursos estilísticos que moldearon el sonido en composiciones como el ballet Khamma (1911/12), desarrollado según la antigua Ideas egipcias. Influido por esto, el compositor polaco Karol Szymanowski compuso en 1918 un ciclo de cuatro canciones de amor basadas en textos de Rabindranath Tagore (op. 41) y el ciclo de canciones Canciones de un muecín enamorado basado en poemas de Jarosław Iwazskiewicz (op. 42). Como en las Canciones de amor de Hafez (op. 24 y op. 26), basadas en textos del místico persa Hafez de 1914, Szymanowski se inspira en la música de Oriente Medio. En el mismo contexto, los ecos del Lejano Oriente también se pueden ver en el ciclo de canciones sinfónicas Das Lied von der Erde (1907/08) de Gustav Mahler.
A principios del siglo XX, el italiano-alemán Ferruccio Busoni desarrolló ideas audaces para superar la concepción tradicional de la música y ampliar las fuentes y sistemas sonoros. Sobre todo, ahora se centraron en estudios más detallados de la música tradicional de culturas no europeas. Al crecer como cosmopolita y ciudadano global en espíritu, Busoni, entre otras cosas, cultivó Conexiones también con Norteamérica. En 1910, en uno de sus viajes a Estados Unidos, recibió The Indians' Book de Natalie Curtis (1907), un estudio exhaustivo de la cultura india con 200 transcripciones de canciones indias. Sin utilizar explícitamente el término “música del mundo”, Busoni estaba comprometido con esta cultura que había sido marginada por la política oficial y planeó incorporar algunas de estas melodías en una obra en la que ceremonias indias enteras se representarían de manera realista en el escenario. Sin embargo, trasladar las melodías a un contexto general influenciado por el pensamiento occidental resultaría difícil. Los planes de Busoni finalmente dieron como resultado una “Fantasía india” para piano y orquesta (1914), así como el “Diario indio I” para piano y el “Diario indio II” para orquesta (ambos de 1915).
Al igual que Busoni, Maurice Ravel también estaba imbuido de compasión por los pueblos amenazados y de ideas anticolonialistas y anticapitalistas. En 1925/26 puso música a tres poemas de Évariste de Parny, nacido en la isla de Reunión, en los que hablaba del destino de los indígenas. En las resultantes Chansons madécasses [canciones madegasianas], Ravel encontró un nuevo lenguaje musical; sin embargo, la proximidad a la música étnica del océano Índico no es obvia y se puede encontrar más bien en la ornamentación de percusión del piano y la estática de la progresiones armónicas. El compositor húngaro Béla Bartók es uno de los pioneros de la música mundial porque borró las fronteras entre el arte y la música folclórica y encontró formas de fusionar los dos géneros. En los años previos a la Primera Guerra Mundial, Bartók comenzó a investigar la música de la región de los Cárpatos y amplió los estudios folclóricos por todos los Balcanes hasta Libia (1913) y Turquía (1936). Logró desarrollar un lenguaje musical que incluye elementos de lo que llamó folclore de “música campesina”, así como las técnicas altamente desarrolladas de la música clásica y es un modelo para las técnicas de composición integradora.
En la década de 1930, el canadiense Colin McPhee transfirió la música ceremonial balinesa al piano. En Tabuh-Tabuhan (1936), una “Toccata” para orquesta y dos pianos, fusiona recursos estilísticos clásicos europeos y balineses en un lenguaje musical singularmente nuevo. Las influencias de las tradiciones musicales del sudeste asiático también se pueden ver en el concierto para dos pianos y orquesta del francés Francis Poulenc de 1932. Había escuchado esta música en el marco de la Exposición Colonial de París (1931) y luego encontró su propio estilo. Por lo demás, el compositor más influyente en este campo es probablemente el francés Olivier Messiaen, que estudió seriamente la música tradicional no europea y desarrolló así su propio estilo. En 1945, bajo la influencia de una mitología procedente de los Andes sudamericanos, escribió el ciclo de canciones Harawi para soprano y piano, después de haber comentado el año anterior la importancia de los ritmos indios en su obra “Technique de mon langage musical”.. La investigación ha corregido ahora el hecho de que Messiaen no adaptó el sistema indio Tala, como se suponía anteriormente, sino que simplemente lo utilizó para inspirar procedimientos numéricos para tratar con el ritmo.
A lo sumo, se puede hablar de un acercamiento a la música india en el caso de la Sinfonía “Turangalîla” de Messiaen en diez movimientos (1946-1948). El vínculo entre las culturas no es ninguna técnica compositiva, sino el tema religioso cercano a la espiritualidad india. En 1956, el compositor inglés Benjamin Britten estudió la forma local de música gamelán durante una estancia en Bali. Utilizando una transcripción fiel de la música balinesa original, la música de ballet de Britten, El Príncipe de las Pagodas (1954-1957), logró un efecto hasta ahora desconocido. Incluso en las fronteras de Europa, los enfoques para mezclar prácticas musicales centroeuropeas y locales pueden verse como resultado de la conciencia nacional que despertó en el transcurso del siglo XIX. En 1908 se estrenó en Bakú (Azerbaiyán) la ópera Leyli va Majnun (Leyla y Majnun), compuesta por Üzeyir Hacıbəyov, en la que “los intervalos orientales y los instrumentos de cuerda se entretejieron en la música sinfónica europea de una manera sorprendentemente coherente”.
El desarrollo en Alemania fue en dirección opuesta. Si bien ideas como las presentadas por Busoni en su obra clave Draft of a New Aesthetics of Music (1906) y el concepto de “música del futuro” de Capellen (ver arriba) fueron posibles hasta la Primera Guerra Mundial, al final de la guerra en los últimos tiempos, los críticos habían adoptado sus ideas, que estaban influenciadas por el pensamiento nacional. Ideas de demarcación de todo lo extranjero. Influyentes políticamente incluso antes de 1933, pronto tuvieron voz en la victoria del nacionalsocialismo y trataron de impedir cualquier influencia extranjera, especialmente en el ámbito cultural. La arquitectura, la música, el arte y la literatura se convirtieron en instrumentos políticos para convencer a los alemanes de la grandeza y pureza de su raza. Los trabajadores culturales que no seguían esta ideología fueron perseguidos masivamente.
Alejada de todo acercamiento a la “música mundial”, Alemania sólo experimentó algo así como un nuevo comienzo intelectual después de 1945 a través de instituciones de “reentrenamiento” intelectual como el Centro de Información británico Die Brücke, la Amerika-Haus y el Institut français. En particular, el jazz, que los nazis habían calificado de música negra y cuya interpretación en Alemania había sido impedida más o menos sistemáticamente, ahora pudo establecerse. Otras danzas americanas se pusieron rápidamente de moda, justo cuando aquí comenzó la americanización de Alemania.

## Homogeneización conceptual y musical
El género «músicas del mundo» se han retroalimentado junto con otros géneros como la música tradicional o música folclórica formando la base de acción adecuada para su expansión en el siglo XXI. Estos géneros comparten un mismo marco en el cual se ha impuesto comercialmente la denominación de world music ya que esta etiqueta es más atractiva que la de "folk" al implicar una dimensión más global, sin necesidad de añadir otro término de identificación o identidad local (ya sea celta, egipcia, otomana, andina...) para ser identificada por el consumidor, tomando una forma general de inclusión, al igual que otros géneros contemporáneos como la música rock o la música pop.
De esta forma, aparece como categoría oficial de la industria musical con datos de producción y consumo y listados de Top Ten, con vistas al gran mercado e incorporadas a las listas de producción de las grandes multinacionales se crea una parafernalia para satisfacer ciertos valores estéticos occidentales considerados universales homogeneizando bajo el concepto de música universal todo este segmento musical.

## Países en vías de desarrollo
No todos los géneros musicales contenidos en la música universal son característicos de zonas de países en vías de desarrollo, sin embargo su relación con este es innegable. En muchos casos la proliferación de artistas como Fela Kuti han ido claramente de la mano de la expansión de este género. Esta situación provoca diversas posturas. Por un lado se afirma que, mientras se presenta a la world music como una música universal enfatizando su diversidad cultural se la encuadra dentro de las estructuras de jerarquías sociales.

Estamos hablando de unas músicas que se entienden formando parte de un gran paquete de la producción simbólica del tercer mundo, dentro de nuestra clásica perspectiva evolucionista entendido pues como subdesarrollado, de unas músicas que merecen toda nuestra aceptación, están en vías de extinción y que por todas estas razones y por mucho que las celebremos, siempre ocuparán en nuestra escala de valores una posición de inferioridad.
Joseph Martí i Pérez, doctor y referente en etnomusicología, miembro Consejo Superior de Investigaciones Científicas, vicepresidente de la Asociación Catalana de Musicoterapia, Música y etnicidad: una introducción a la problemática.

Por otro lado se considera que al ser productos de países subdesarrollados, también serán productos considerados "auténticos", que olvidando sus prejuicios originales, ha logrado difundirse y diversificar borrando barreras y diferencias.

Las músicas del mundo crean su experiencia de autenticidad a través de medios simbólicos cuya diferenciación depende vitalmente de una construcción en la cual se borran las diferencias originales [...]. En este escenario las fuerzas y procesos de producción cultural se dispersan y se rompen sus referencias a cualquier tiempo y lugar, aun si precisamente las tradiciones locales y la autenticidad es el principal producto que está vendiendo la industria del entretenimiento global. Así, desde esta lectura, world music aparece como el paisaje sonoro de un universo que bajo toda la retórica de raíces, ha olvidado su propia génesis: las culturas locales.
Ana María Ochoa, doctora en etnomusicología y folklore por la Universidad de Indiana, profesora de la Universidad de Morelos y miembro del Centro Nacional de Investigación y Documentación Musical Carlos Chávez del Centro Nacional de las Artes de México, El desplazamiento de los discursos de autenticidad: una mirada desde la música.

## Relación con la inmigración y el multiculturalismo
En la mayoría de los países industrializados ricos, la inmigración procedente de otras regiones ha sido constante durante muchas décadas. Esto ha introducido la música no occidental en el público occidental no sólo como importaciones «exóticas», sino también como música local interpretada por conciudadanos. Pero el proceso continúa y sigue produciendo nuevas formas. En la década de 2010, varios músicos de comunidades inmigrantes en Occidente alcanzaron popularidad mundial, como el haitiano-estadounidense Wyclef Jean, el somalí-canadiense K'naan, la británica-tamil M.I.A., a menudo mezclando la música de su herencia con el hip-hop o el pop. La cantautora de origen cubano Addys Mercedes comenzó su carrera internacional desde Alemania mezclando elementos tradicionales del son con pop.
Antes, un artista occidental consagrado podía colaborar con un artista africano consagrado para producir uno o dos álbumes. Ahora, las nuevas bandas y los nuevos géneros son creados desde cero por jóvenes intérpretes. Por ejemplo, el grupo de fusión Punjabi-Irlandesa Delhi 2 Dublin no es de la India ni de Irlanda, sino de Vancouver, Columbia Británica, Canadá. Country for Syria, un colectivo musical con sede en Estambul, mezcla música country estadounidense con la música de refugiados sirios y música turca. Músicos y compositores también trabajan colectivamente para crear composiciones originales para diversas combinaciones de instrumentos occidentales y no occidentales.
La introducción de música no occidental en la cultura occidental creó una fusión que influyó en ambas partes. (Feld 31) Con la rápida demanda de nueva música llegaron los tecnicismos de la propiedad. Como afirma Feld en la página 31: «Este complejo tráfico de sonidos dinero y medios de comunicación tiene sus raíces en la naturaleza de la revitalización a través de la apropiación.» Existen colaboraciones entre artistas de música popular africanos y estadounidenses que plantean interrogantes sobre quién se beneficia de dichas colaboraciones.(Feld 31) Feld menciona el ejemplo de «That was your mother». Alton Rubin y su banda The Twisters colaboraron con Paul Simon en la canción que poseía un aire zydeco, característico de la banda de Dopsie. Aunque Paul Simon escribió y cantó la letra con ellos, todos los derechos de autor se atribuyen a Paul y no también a la banda. (Feld 34)  A causa de cruces como éste, en el que hubo una ganancia desproporcionada al cubrir la música no occidental. Feld afirma que 

«...la escena musical internacional, donde el contacto mundial de los medios de comunicación, la amalgama de la industria musical hacia el dominio de las ventas mundiales de discos por parte de tres enormes compañías, y los amplios controles de los derechos de autor por parte de unos pocos países occidentales están teniendo un efecto fascinante en la mercantilización de la habilidad y los estilos musicales, y en el poder de la propiedad musical.» (Feld 32)

La inmigración también influye mucho en las músicas del mundo, ya que ofrece diversas opciones al gran público. En la década de 1970, la Música punjabi era muy popular en el Reino Unido debido a la creciente diáspora punjabi. (Schreffler 347) Bhangra music también fue muy cubierta por su diáspora en ciudades como New York y Chicago. (Schreffler 351) Para una integración más mainstream, la escena musical punjabí integró colaboraciones con raperos y empezó a ganar más reconocimiento. Uno de estos intentos exitosos fue una remezcla de la canción «Mundiān ton Bach ke» llamada «Beware of the Boys» de Panjabi MC featuring Jay Z. (Schreffler 354) Las colaboraciones entre artistas foráneos proporcionaron una integración de su música, incluso con instrumentación extranjera, en la escena de la música popular.
La inmigración, al ser una gran parte de la exportación de música, desempeña un gran papel en la identidad cultural. Las comunidades de inmigrantes utilizan la música para sentirse como en casa y a las generaciones futuras les sirve para educar o dar a conocer en qué consiste su cultura. En la cultura punjabi, la música se convirtió en portadora de la cultura por todo el mundo. (Schreffler 355)

## Estudio
El estudio académico de música mundial, así como los géneros musicales y artistas individuales con los cuales ha sido asociado, pueden ser encontrados en disciplinas como la Etnomusicologia, la Folclorística y la Antropología social.